# Harbeck-Fruitdale, Oregon
Harbeck-Fruitdale là một khu thống kê trong Quận Josephine, Oregon, Hoa Kỳ. Nó nằm Grants Pass. Dân số của khu thống kê này theo điều tra dân số năm 2000 là 3.780 người.
Nó bao gồm cộng đồng Fruitdale.

## Địa lý
Harbeck-Fruitdale có trung tâm tại 42°25′5″B 123°19′7″T / 42,41806°B 123,31861°TĐã đưa tham số không hợp lệ vào hàm {{#coordinates:}} (42.417957, -123.318496)1.
Theo Cục điều tra dân số Hoa Kỳ, khu thống kê này có tổng diện tích 1,6 dặm vuông Anh (4,2 km²) trong đó đất chiếm phần lớn và nước chỉ chiếm 2,47% hay 0,1 km².